# Xi Gang

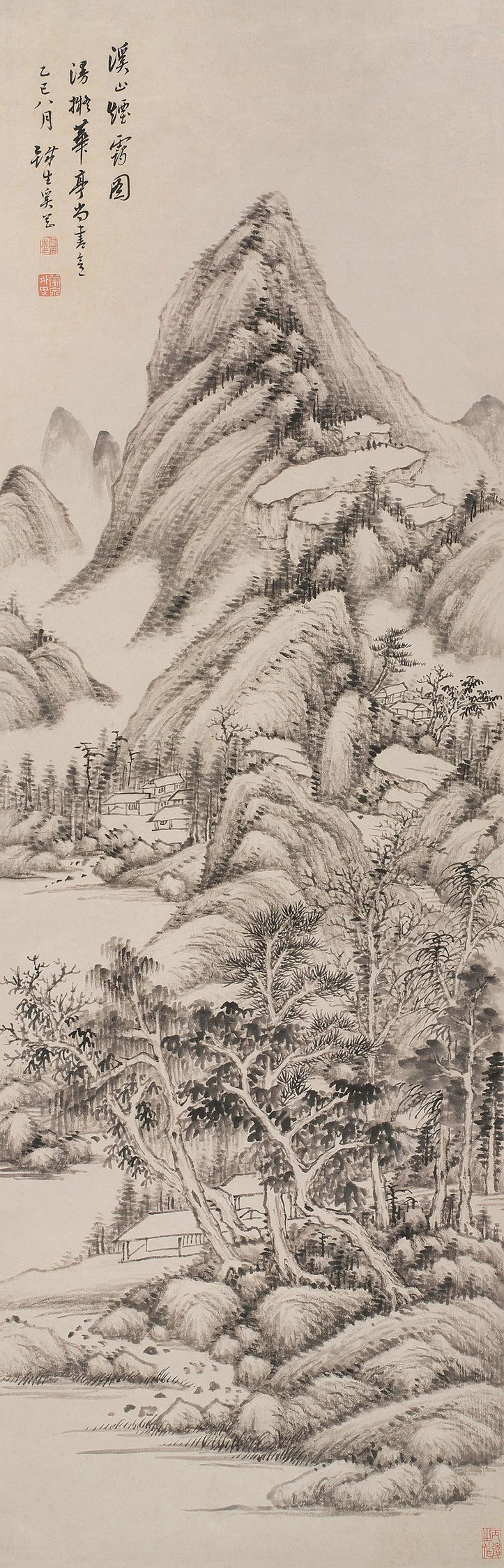
"Muntanya amb núvols"

Xi Gang (xinès simplificat: 奚冈; xinès tradicional: 奚岡; pinyin: Xī Gāng), conegut també com a Chunzhang, Tiesheng i Hezhusheng, fou un pintor, artesà de segells per a tinta, escriptor i cal·lígraf que va viure sota la dinastia Qing. Va néixer l'any 1746 a Qiantang, actualment Hangzhou, província de Zhejiang, però no hi ha unanimitat entre els experts, i va morir el 1803.
Fou cèlebre com a paisatgista amb un estil representatiu del sud del país. També pintava “Guanyins” Realitzava les seves pintures amb pinzellades delicades de forma elegant. Pintant flors s'inspirava en l'estil de mestres del període Qin i Han. Va formar part del col·lectiu denomina “Mestres Zhexi” influïts pels Quatre Wang. Entre les seves obres destaquen: “La Dam Xi Shi”, “Paisatge fluvial amb embarcació” i “Muntanya a la tardor”. Es troben pintures a: British Museum, Staatliche Museen de Berlín, Museu del Palau de Pequín i al Museu de Xangai.